# 21160 Saveriolombardi
21160 Saveriolombardi este un asteroid din centura principală de asteroizi.

## Descriere
21160 Saveriolombardi este un asteroid din centura principală de asteroizi. A fost descoperit pe 10 octombrie 1993 la Stroncone de Antonio Vagnozzi. Asteroidul prezintă o orbită caracterizată de o semiaxă mare de 3,02 ua, o excentricitate de 0,05 și o înclinație de 9,7° în raport cu ecliptica..